# 60 Андромеды
60 Андромеды (лат. 60 Andromedae), b Андромеды (лат. b Andromedae), HD 13520 — тройная звезда в созвездии Андромеды на расстоянии приблизительно 620 световых лет (около 190 парсеков) от Солнца. Видимая звёздная величина звезды — +4,826m.

## Характеристики
Первый компонент — оранжевый гигант спектрального класса K3IIIBa0,5 или K3,5IIIBa0,4. Масса — около 2 солнечных, радиус — около 61,36 солнечных, светимость — около 907,304 солнечных. Эффективная температура — около 4054 K.
Второй компонент — вероятно, белый карлик. Масса — около 0,5 солнечной. Орбитальный период — около 748,2 суток.
Третий компонент (CCDM J02132+4414B) удалён на 0,2 угловой секунды.